# Ponte Replot

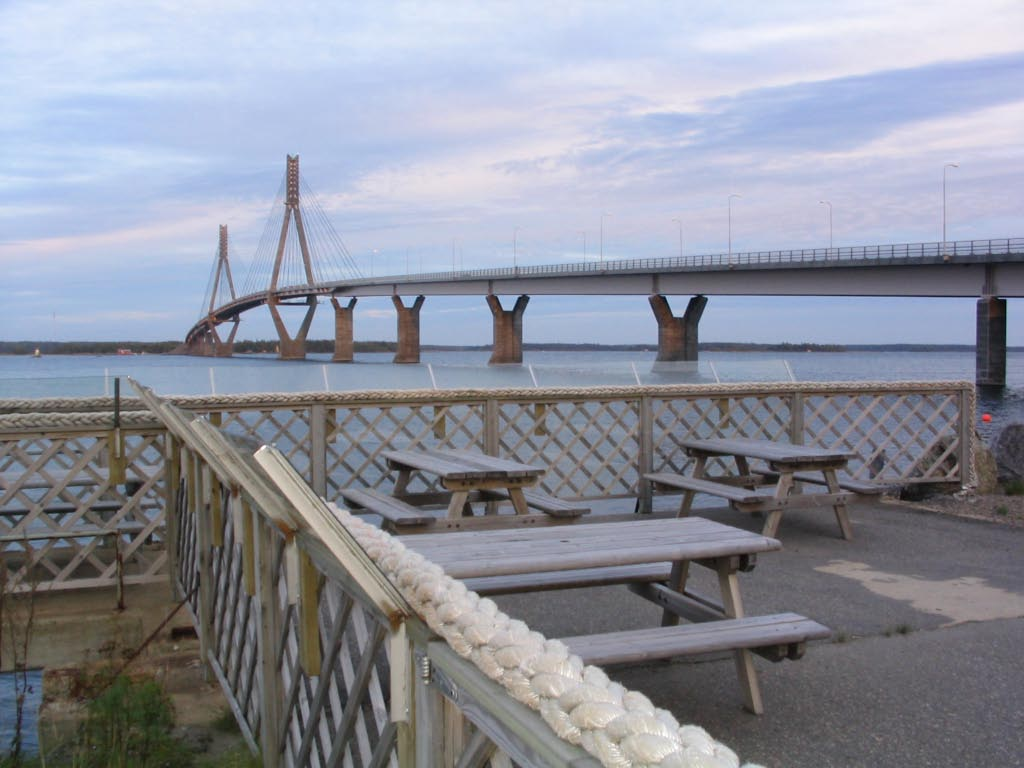
A Ponte vista da ilha de Replot

A ponte Replot (em sueco: Replotbron; em finlandês: Raippaluodon silta) é uma ponte estaiada que liga a ilha de Replot com a porção continental da Finlândia no município de Korsholm, perto da cidade de Vaasa. Após sua inauguração em 1997, substituiu a travessia por balsa que era realizada localmente. Tem 1045 metros de extensão, sendo a maior ponte do país. É suportada por um total de 13 suportes maciços de concreto, dois suportes de solo, nove suportes intermediários e dois pilones. Seus pilares de sustentação têm 82,5 metros de altura. A parte central da ponte é sustentada por grandes vigas de aço presas ao topo dos postes. Os cabos mais longos têm 127 metros e a ponte é suportada por um total de 64 cabos. A largura da via é de 12 metros, sendo 8,25 metros para tráfego de automóveis e 3,75 metros para tráfego leve. A altitude livre acima do nível do mar é de 26 metros.